# Mahmoud Karim
Pour les articles homonymes, voir Karim.
Mahmoud Karim, né en 1916 et mort le 9 septembre 1999, est un joueur de squash représentant l'Égypte. Il remporte le British Open  à 4 reprises consécutives dans les années 1940.

## Biographie
Mahmoud El Karim a d'abord joué au golf et au tennis au Gezira Sporting Club au Caire avant de découvrir le squash à l'âge de 15 ans et devient l'un des joueurs les plus titrés de son époque quelques années plus tard. Ses plus grands succès sont ses quatre titres au British Open entre 1947 et 1950, qui était alors considéré comme le championnat du monde officieux. Il remporte le tournoi pour la première fois en 1947 contre l'Anglais Jim Dear et défend le titre les trois années suivantes. En 1948, il bat à nouveau Jim Dear, son compatriote Brian Phillips en 1949 et l'Indien Abdul Bari en 1950. En 1951 et 1952, il atteint également la finale du tournoi, mais perd les deux parties 3-0 contre Hashim Khan du Pakistan. Sa défaite en 1952 est également son dernier match au British Open, où il ne jouera plus jusqu'à la fin de sa carrière. En 1957 et 1958, il remporte le Tournoi des champions.
Après sa carrière de joueur actif, Mahmoud El Karim s'installe à Montréal au Canada et devient entraîneur de squash. À 72 ans, il retourne au Caire et devient directeur de squash au Gezira Club. Mahmoud El Karim meurt le 9 septembre 1999 à l'âge de 83 ans. Il a eu six fils et deux filles.

## Palmarès

### Titres
- British Open : 4 titres (1947, 1948, 1949, 1950)
- Tournoi des champions: 2 titres (1957, 1958)

### Finales
- British Open : 2 finales (1951, 1952)